# Daisy Lúcidi
Daisy Lopes Lúcidi Mendes (Rio de Janeiro, 10 de agosto de 1929 — Rio de Janeiro, 7 de maio de 2020) foi uma atriz, política e radialista brasileira.

## Biografia
Filha de Quinto Lucidi e Clarisse Lopes, Daisy Lúcidi nasceu em 10 de agosto de 1929, no Rio de Janeiro, na época a Capital Federal. De 1947 a 2011 foi casada com o jornalista esportivo Luiz Mendes, que faleceu após complicações decorrentes de uma leucemia linfocítica crônica. Daisy teve um único filho, o cantor Junior Mendes, nascido de parto normal, no Rio de Janeiro, em 4 de maio de 1950, tendo falecido em 12 de fevereiro de 2014, o que abalou muito a atriz. Ela tinha um único neto, o ator de teatro Luiz Cláudio Mendes.
Em 1952, Daisy passou a integrar o elenco fixo da Rádio Nacional do Rio de Janeiro, atuando em radionovelas e outros programas. Ao longo da carreira, atuou em 100 obras somente na Rádio Nacional.
Daisy estreou na televisão na década de 1960, na minissérie Nuvem de Fogo (1963) de Janete Clair na TV Rio. Passando cinco anos retorna a televisão protagonizando a telenovela Enquanto Houver Estrelas na extinta TV Tupi. Em 1973 esteve na telenovela João da Silva na TV Rio com um dos personagens centrais da trama. No ano seguinte estreia na Rede Globo, antagonizando a novela Supermanoela de Walther Negrão às 19 horas. Em 1975 foi Loretta na novela Bravo! de Janete Clair e Gilberto Braga da Rede Globo. Volta em 1976 na novela O Casarão de Lauro César Muniz na Rede Globo.

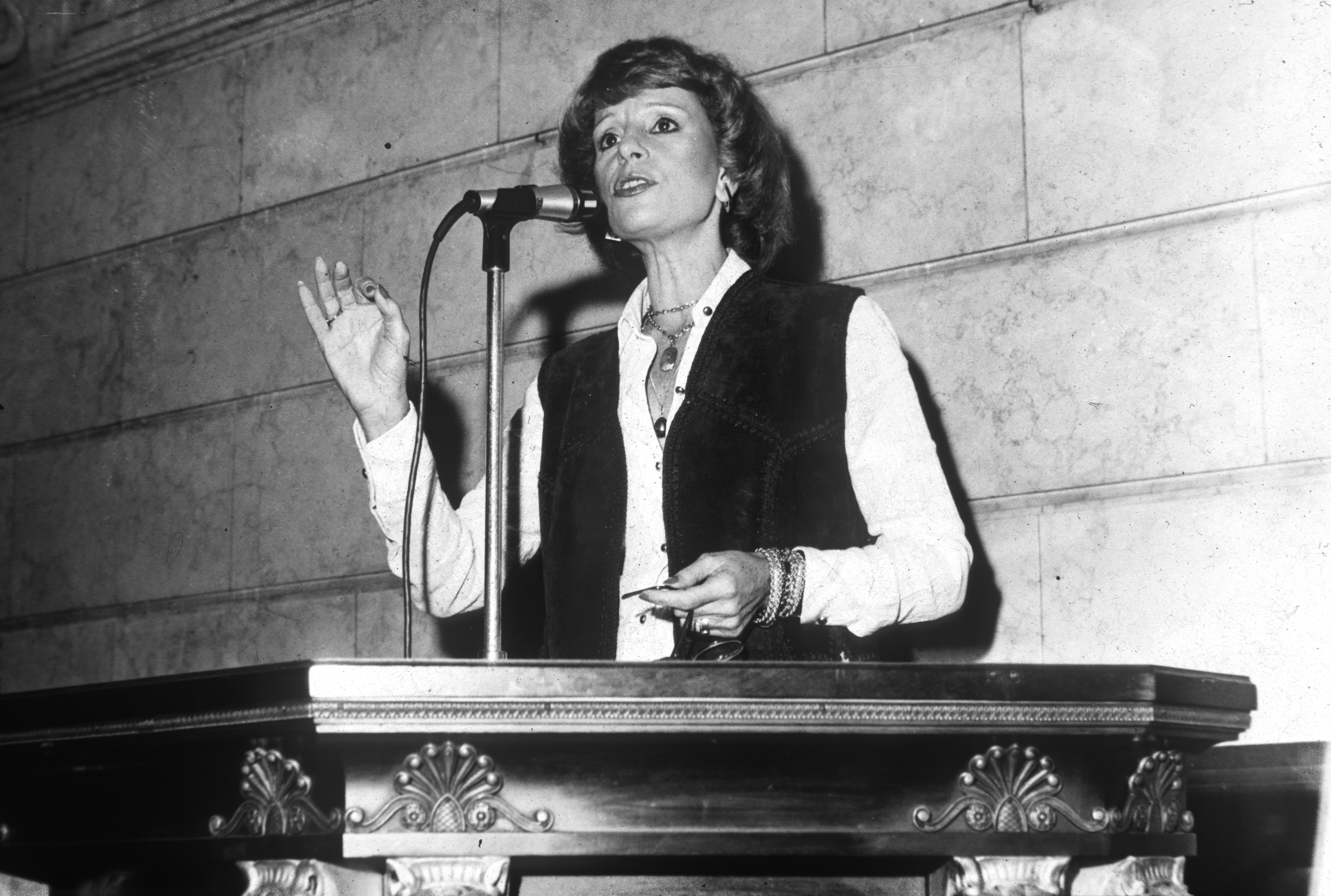
Daisy Lúcidi discursando no plenário da Câmara Municipal do Rio de Janeiro.

Se afastou da televisão, e nesse período, foi vereadora (1979-1983) e deputada estadual (1983-1999) no Rio de Janeiro pelos PDS, PFL e PPR, respectivamente. E desde 1971, comandava o programa Alô, Daisy!, na Rádio Nacional do Rio de Janeiro, o programa foi o primeiro divulgador de prestação de serviço da rádio. Foi feito para que a população pudesse reclamar de problemas na cidade.
Daisy teve uma carreira invejável na rádio, começou aos 6 anos declamando poemas. Também apresentou programa Seu Criado, Obrigado!, ao lado de César Ladeira, durante 10 anos. E participou de radioteatros com nomes como Paulo Gracindo e Mário Lago na época de ouro da Rádio Nacional. Em paralelo, dirigiu e atuou em diversos episódios da série da rádio Teatro de Mistério.
Depois de 31 anos longe da televisão, em 2007, Daisy retornou em Paraíso Tropical de Gilberto Braga como Iracema, a sindica viúva do prédio onde moram vários personagens da trama. Interpretou uma corretora de imóveis ao lado de Thiago Lacerda, no curta dirigido por Malu Mader, sobre um episódio vivido pelo próprio Thiago e exibido no Multishow, dentro da série Essa História Dava um Filme. 
Volta em 2010 na novela Passione de Silvio de Abreu na Rede Globo interpretando a viúva e amigável Valentina, que parece ser boa pessoa. Mas na verdade Valentina é uma pessoa má, que oferece suas netas para qualquer homem que lhe oferte um bom dinheiro. Em 2013 fez uma participação especial no seriado Tapas & Beijos, interpretando a mãe de PC (Daniel Boaventura) que está no leito de hospital e Fátima faz uma promessa para ela em seus últimos suspiros. Depois Fátima fica em duvida se cumpre a promessa ou convive a crença da assombração de uma sogra falecida.
Daisy voltou as novelas em 2014, em Geração Brasil, como Marlene, irmã de Madá (Lady Francisco), seu pai construiu o prédio da Taquara batizado como “Madarlene” em homenagem às filhas. Lá vivem as famílias de Gláucia Beatriz (Renata Sorrah), com quem não simpatiza, e Iracema (Aracy Balabanian), sua amiga e confidente. Em 2015, Daisy atuou em sua última novela, Babilônia, como a sofisticada e elegante secretária Dulce, sua segunda e última parceria com Gilberto Braga.
No início de 2018, Daisy Lúcidi decidiu aderir ao Programa de Demissão Voluntária (PDV) da Empresa Brasil de Comunicação (EBC), encerrando o programa Alô, Daisy! após mais de 46 anos no ar.

## Morte
Em 4 de maio de 2020, o jornal Extra noticiou que Daisy Lúcidi estaria internada em um hospital privado na Zona Sul do Rio de Janeiro, estado grave em decorrência das complicações da COVID-19, doença causada pelo novo coronavírus. Em 7 de maio de 2020, aos 90 anos, Daisy faleceu de síndrome respiratória aguda grave, vitimada pelo novo coronavírus.

## Filmografia

### Televisão
| Ano  | Título                    | Papel                  | Notas                                                            |
| ---- | ------------------------- | ---------------------- | ---------------------------------------------------------------- |
| 1962 | Nuvem de Fogo             | Joana Castro           |                                                                  |
| 1967 | O Homem Proibido          | —                      | [ 12 ]                                                           |
| 1969 | Enquanto Houver Estrelas  | Liliane (Lili)         |                                                                  |
| 1973 | João da Silva             | Norma                  |                                                                  |
| 1974 | Supermanoela              | Maria Elvira (Elvira)  |                                                                  |
| 1975 | Bravo!                    | Loretta Cardoso (Lolo) |                                                                  |
| 1976 | O Casarão                 | Alice Sousa Lins       |                                                                  |
| 2007 | Paraíso Tropical          | Iracema Brandão        |                                                                  |
| 2008 | Essa História Dava Filme  | Corretora de imóveis   | Humorístico no Multishow                                         |
| 2010 | Passione                  | Valentina Miranda      |                                                                  |
| 2013 | Tapas & Beijos            | Amélia (participação)  | Temporada 5                                                      |
| 2014 | Geração Brasil            | Marlene                |                                                                  |
| 2015 | Babilônia                 | Dulce Melo Porto       |                                                                  |
| 2015 | Os Homens São de Marte... | Erenice                | Episódio: "A Coisa Mais Moderna Que Existe Na Vida É Envelhecer" |

### Cinema
| Ano  | Título                               | Papel                | Notas              |
| ---- | ------------------------------------ | -------------------- | ------------------ |
| 1948 | Folias Cariocas                      | Jovem                |                    |
| 1952 | Dentro da Vida                       | Marta                |                    |
| 1972 | Eu Transo, Ela Transa                | Dedé                 |                    |
| 1974 | Quatro contra o Mundo                | Narradora            | Segmento: "O Anjo" |
| 2012 | As Aventuras de Agamenon, o Repórter | Isaura (aos 50 anos) |                    |
| 2013 | Vendo ou Alugo                       | Kita                 |                    |

## Teatro
| Ano       | Título                     |
| --------- | -------------------------- |
| 1938      | A Gata Borralheira         |
| 1960/1961 | Society em Baby Doll       |
| 1962      | Três em Lua de Mel         |
| 1970      | Nunca se Sabe              |
| 1971      | Um Vizinho em Nossas Vidas |
| 2017      | A Última Sessão            |

## Rádio
| Ano       | Título      |
| --------- | ----------- |
| 1971-2018 | Alô, Daisy! |

## Prêmios e Indicações
| Ano  | Premiação                      | Categoria                | Nomeação         | Resultado |
| ---- | ------------------------------ | ------------------------ | ---------------- | --------- |
| 2007 | Prêmio Master                  | Melhor atriz             | Paraíso Tropical | Venceu    |
| 2010 | Prêmio Quem de Televisão       | Melhor atriz coadjuvante | Passione         | Indicada  |
| 2013 | Cine PE - Festival Audiovisual | Prêmio Especial do Júri  | Vendo ou Alugo   | Venceu    |
| 2015 | Troféu Haroldo de Andrade      | Homenagem Especial       | Conjunto da obra | Homenagem |

## Ligações Externas
- Daisy Lúcidi. no IMDb.